# Singsby

Singsby är en by i Korsholm i Finland. Byn är belägen cirka tio kilometer från Vasa centrum och bland grannbyarna återfinns Karperö, Jungsund och Gerby. Svenska är det största språket i byn, men på senare tid har alltfler finskspråkiga familjer flyttat in i byn.
I Singsby fanns det både skola och butik en gång i tiden, men likt många andra mindre byar har de stängts igen. De svenskspråkiga skoleleverna i lågstadieåldern går i Norra Korsholms Skola i Karperö. Fler nya hus har byggts i byn på senare år vilket gör att det både finns äldre och nyare varianter av hus och gårdar i byn. I byn finns även en mindre fotbollsplan och vintertid möjlighet att åka skridskor.

## Trollkonan
Enligt en gammal legend bodde en trollkona vid namn Dårdi Månsdotter i Singsby i mitten av 1600-talet. Platsen som i folkmun kallas 'Trollkuniback' har fått sitt namn efter trollkonan. Enligt folket i byn höll Dårdi på med häxkonster och magi, huruvida det är sant eller om saker har misstolkats har ingen några bevis på.

## Sport
En gång i tiden hade byn ett eget fotbollslag i form av Singsby BK. Laget hade sina glansdagar under 1920- och 30-talet. Enligt boken om Singsby (1986) spelade Singsby BK otaliga matcher mot Bocks bryggeris fotbollslag med blandade resultat. Ibland spårade dessa drabbningar ur fullständigt i takt med att rivaliteten blev allt starkare. De bybor som berättat om dessa derbymatcher beskriver dem som rena slakter och blodbad där inget av lagen ville förlora. Av spelarna i Singsby BK nämns Valdor Hjärpe som den främste att någonsin dra på sig lagets färger. Hjärpe öste in mål för Singsby BK innan han värvades av Vaasan Pallo-Veikot där han senare även blev ordförande. 